# Amphoe Pa Bon
Amphoe Pa Bon (thailändisch อำเภอ ป่าบอน) ist ein  Landkreis (Amphoe – Verwaltungs-Distrikt) in der Provinz Phatthalung. Die Provinz Phatthalung liegt in der Südregion von Thailand, etwa 840 Kilometer südlich von Bangkok auf der Malaiischen Halbinsel.

## Geographie
Benachbarte Distrikte und Gebiete (von Norden im Uhrzeigersinn): die Amphoe  Tamot, Bang Kaeo und Pak Phayun in der Provinz Phatthalung, Amphoe Rattaphum in der Provinz Songkhla sowie Amphoe Khuan Kalong der Satun Provinz und Amphoe Palian der Provinz Trang.

## Geschichte
Pa Bon wurde am 1. Mai 1983 zunächst als Unterbezirk (King Amphoe) eingerichtet, indem die drei Tambon Pa Bon, Nong Thong und Khok Sai vom Amphoe Pak Phayun abgetrennt wurden.
Am 21. Mai 1990 wurde Pa Bon zum Amphoe heraufgestuft.

## Verwaltung

### Provinzverwaltung
Amphoe Pa Bon ist in fünf Unterbezirke (Tambon) eingeteilt, welche weiter in 48 Dorfgemeinschaften (Muban) unterteilt sind.
| Nr. | Name       | Thai    | Muban | Einw.  |
| --- | ---------- | ------- | ----- | ------ |
| 1.  | Pa Bon     | ป่าบอน   | 10    | 09.738 |
| 2.  | Khok Sai   | โคกทราย | 12    | 10.260 |
| 3.  | Nong Thong | หนองธง  | 09    | 09.815 |
| 4.  | Thung Nari | ทุ่งนารี   | 09    | 09.647 |
| 6.  | Wang Mai   | วังใหม่   | 08    | 07.095 |

Anmerkung: Nummer (Geocode) 5 wird nicht benutzt.

### Lokalverwaltung
Pa Bon (เทศบาลตำบลป่าบอน) ist eine Kleinstadt (Thesaban Tambon) im Landkreis, sie besteht aus Teilen der Tambon Pa Bon, Nong Thong und Wang Mai.
Außerdem gibt es fünf „Tambon-Verwaltungsorganisationen“ (TAO, องค์การบริหารส่วนตำบล) für die Tambon oder die Teile von Tambon im Landkreis, die zu keiner Stadt gehören.